# Clemens Appel
Clemens Appel (* 28. Juni 1953 in Bad Godesberg; † 11. Januar 2021) war ein deutscher Fachjurist (Medienrecht und Arbeitsrecht), Politiker (Staatssekretär a. D.) und Unternehmensberater.

## Leben
Seine Kindheit verbrachte Clemens Appel im Bonner Stadtteil Kessenich, wo er als mittleres von drei Kindern des Journalisten Reinhard Appel aufwuchs.
Appel studierte Rechtswissenschaften an der Rheinischen Friedrich-Wilhelms-Universität Bonn. Er war von 1983 bis 1988 Richter der Arbeitsgerichtsbarkeit in Nordrhein-Westfalen (Köln, Aachen, Siegburg).

## Politische Laufbahn
Anschließend startete Appel seine politische Karriere als Leiter des Referates Arbeits- und Personalvertretungsrecht des Ministeriums für Arbeit, Gesundheit und Soziales des Landes Nordrhein-Westfalen (1988–1991). 1991 wechselte er nach Brandenburg und wurde Leiter des Referates Arbeits- und Tarifrecht sowie Arbeitsgerichtsbarkeit des Ministeriums für Arbeit, Soziales, Gesundheit und Frauen Brandenburg. 1993 wurde er zum Vizepräsidenten des Landesarbeitsgerichtes Brandenburg bestellt.
1996 bis 1999 war Appel Staatssekretär im Ministerium für Arbeit, Soziales, Gesundheit und Frauen des Landes Brandenburg. Von 1999 bis 2004 hatte er das Amt des Staatssekretärs im Ministerium für Stadtentwicklung, Wohnen und Verkehr des Landes Brandenburg inne, bevor er von Oktober desselben Jahres bis November 2009 als Chef der Staatskanzlei tätig war.
Appel befasste sich in seiner ehemaligen Funktion als Chef der Staatskanzlei federführend mit rundfunkpolitischen Themenstellungen, war außerdem maßgeblich an den Vorbereitungen und Verhandlungen zum Deutschen Filmförderfonds beteiligt und trug damit wesentlich zur Absicherung des Medien- und Filmstandortes Berlin-Brandenburg bei.
2010 gründete Appel die Goldmedia Political & Staff Advising GmbH in Berlin. Das Unternehmen bietet Beratungsleistungen im Bereich Politik und Personalentwicklung und ist Teil der Goldmedia-Gruppe.
Ab August 2012 war Clemens Appel verantwortlicher Chefredakteur von www.medienpolitik.net einem Portal für Medien- und Netzpolitik. Ab Juli 2015 war er als zugelassener Rechtsanwalt in Potsdam tätig und ab 2017 interimistischer Verwaltungsleiter beim IASS in Potsdam – Institut für transformative Nachhaltigkeitsforschung e.V.

## Mitgliedschaft in Gremien
- im Aufsichtsrat der Hennigsdorfer/Brandenburgischen Elektrostahlwerke
- Gastdozent an der Hamburg Media School (Medienrecht)
- Mitglied im Wirtschaftsspresseforum Brandenburg e.V.
- Mitglied im Managerkreis der Friedrich-Ebert-Stiftung
- Mitglied in der Gesellschaft von Freunden der Hochschule für Film und Fernsehen (HFF Konrad Wolf)
- Mitglied im Deutschen Juristentag
- Mitglied im Deutschen Arbeitsgerichtsverband
- Mitglied der Potsdamer Juristischen Gesellschaft

## Ehrenamtliche Tätigkeiten
- Verwaltungsrat 1. FFC Turbine Potsdam[3]

## Veröffentlichungen
- Kommentarautor zur Elternzeit (Luchterhand Verlag)